# Sebastiano Celeste
Sebastiano Celeste, conosciuto anche come Nino Celeste (Santa Croce di Magliano, 15 novembre 1940), è un direttore della fotografia italiano.

## Biografia
Inizia a lavorare giovanissimo come assistente operatore con Giulio Albonico e Pino Pinori. Dopo 3 anni diventa operatore di macchina con Giulio Albonico nel film Diario di una schizofrenica per la regia di Nelo Risi premiato al festival del cinema di venezia.
Ha lavorato, tra gli altri, nei film di Pier Paolo Pasolini, Damiano Damiani, Carlo Lizzani, Lucio Fulci, Mario Bava, Roberto Faenza, Liliana Cavani, Umberto Lenzi, Alessandro Capone, Bruno Corbucci, Bisha Besnik, Saimir Kumbaro, Nelo Risi, Citto Maselli, Florestano Vancini, Giorgio Capitani, Sandro Bolchi, Castellano e Pipolo, Federico Moccia.
Per la TV ha illuminato le prime quattro serie de La piovra con Michele Placido, regia di Damiano Damiani, Florestano Vancini, Luigi Perelli e Il treno di Lenin (Damiani).
Ha inoltre lavorato per la TV nelle soap opere Sottocasa (200 puntate), Agrodolce (230 puntate), La squadra (52 puntate) e Un posto al sole (500 puntate). Ha preso parte alla giuria de I 400 Corti Film Fest. Nel 2018 riceve il Premio Internazionale Vincenzo Crocitti alla Carriera. È stato membro di giuria all'Ariano International Film Festival.

## Filmografia

### Direttore della fotografia
- Corbari, regia di Valentino Orsini (1970)
- Jungla erotica , regia di Louis Soulanes, Zygmunt Sulistrowski (1970)
- Le mura di Sana (corto documentario, non accreditato), regia di Pier Paolo Pasolini (1971)
- 12 dicembre, regia di Giovanni Bonfanti e Pier Paolo Pasolini (non accreditato) (1972)
- La vita nova, regia di Edoardo Torricella (1974)
- Orestea, regia di Marco Parodi (1975)
- Il sospetto, regia di Citto Maselli (1975)
- L'emigrante, regia di Pasquale Festa Campanile (1975)
- Simone e Matteo - Un gioco da ragazzi, regia di Giuliano Carnimeo (1976)
- Carioca tigre, regia di Giuliano Carnimeo (1976)
- Il vangelo secondo Simone e Matteo, regia di Giuliano Carnimeo (1976)
- Squadra antiscippo, regia di Bruno Corbucci (1976)
- Napoli violenta, regia di Umberto Lenzi (1976)
- Il trucido e lo sbirro, regia di Umberto Lenzi (1976)
- Laboratorio teatrale di Luca Ronconi, regia di Miklós Jancsó (1977)
- La gabbia, regia di Carlo Tuzii (1977)
- Le evase - Storie di sesso e di violenze, regia di Giovanni Brusadori (1978)
- Nero su nero, regia di Dante Guardamagna (1978)
- L'insegnante balla... con tutta la classe, regia di Giuliano Carnimeo (1979)
- Improvviso, regia di Edith Bruck (1979)
- I giochi del diavolo, regia di Lamberto Bava, Mario Bava (1979)
- Bel Ami, regia di Sandro Bolchi (1979)
- Venezia ultima serata di carnevale, regia di Carlo Tuzii (1980)
- La locanda della maladolescenza, regia di Marco Sole (1980)
- Prestami tua moglie, regia di Giuliano Carnimeo (1980)
- Tutta da scoprire, regia di Giuliano Carnimeo (1981)
- Dei miei bollenti spiriti, regia di Sandro Bolchi (1981)
- Mia moglie torna a scuola, regia di Giuliano Carnimeo (1981)
- Difendimi dalla notte, regia di Claudio Fragasso (1981)
- La belva dalla calda pelle, regia di Bruno Fontana (1981)
- Fuori stagione, regia di Luciano Manuzzi (1982)
- Parole e sangue, regia di Damiano Damiani (1982)
- La maison de la mémoire, regia di Samy Pavel (1983)
- College, regia di Franco Castellano, Giuseppe Moccia (1984)
- Skipper, regia di Roberto Malenotti (1984)
- All'ombra della grande quercia, regia di Alfredo Giannetti (1984)
- La piovra, regia di Damiano Damiani (1984)
- I racconti del maresciallo, regia di Giovanni Soldati (1984)
- La vigna di uve nere, regia di Sandro Bolchi (1984)
- La piovra 2, regia di Florestano Vancini (1985)
- Il mistero di Bellavista, regia di Luciano De Crescenzo (1985)
- L'été provisoire, regia di Samy Pavel (1985)
- Pizza Connection, regia di Damiano Damiani (1985)
- Puro cashmere, regia di Biagio Proietti (1986)
- Separati in casa, regia di Riccardo Pazzaglia (1986)
- Grandi magazzini, regia di Castellano e Pipolo (1986)
- La piovra 3, regia di Luigi Perelli (1987)
- Il nido del ragno, regia di Gianfranco Giagni (1988)
- Il treno di Lenin, regia di Damiano Damiani (1988)
- La casa nel tempo, regia di Lucio Fulci (1989)
- La dolce casa degli orrori, regia di Lucio Fulci (1989)
- La piovra 4, regia di Luigi Perelli (1989)
- Il vigile urbano, regia di Castellano e Pipolo (1989)
- La Veillée, regia di Samy Pavel (1990)
- Eleonora Pimentel: The Jacobean Marquise, regia di Ivana Massetti (1990)
- Il sole buio, regia di Damiano Damiani (1990)
- Il ricatto, regia di Vittorio De Sisti (1991)
- I ragazzi del muretto, regia di Paolo Poeti (1991)
- L'angelo con la pistola, regia di Damiano Damiani (1992)
- Le moulin de Daudet, regia di Samy Pavel (1992)
- Storie di Ordinaria Sopravvivenza, regia di Giovanni Leacche (1992)
- Camilla, parlami d'amore, regia di Carlo Nistri (1992)
- In camera mia, regia di Luciano Martino (1992)
- Un figlio a metà, regia di Giorgio Capitani (1992)
- Il caso Dozier, regia di Carlo Lizzani (1993)
- Un figlio a metà - Un anno dopo, regia di Giorgio Capitani (1994)
- Tutti gli anni una volta l'anno, regia di Gianfrancesco Lazotti (1994)
- Una bambina di troppo, regia di Damiano Damiani (1995)
- Uomini sull'orlo di una crisi di nervi, regia di Alessandro Capone (1995)
- Il prezzo del denaro, regia di Maurizio Lucidi (1995)
- Il mago, regia di Ezio Pascucci (1995)
- Uomini senza donne, regia di Angelo Longoni (1996)
- Classe mista 3ª A, regia di Federico Moccia (1996)
- Gratta e vinci, regia di Ferruccio Castronuovo (1996)
- Pazza famiglia 2, regia di Enrico Montesano (1996)
- Le retour d'Arsène Lupin, regia di Vittorio De Sisti (1996)
- Chiavi in mano, regia di Mariano Laurenti (1996)
- Gli inaffidabili, regia di Jerry Calà (1997)
- Panarea, regia di Pipolo (1997)
- Non chiamatemi papà, regia di Nini Salerno (1997)
- Un posto al sole, (1997-1998)
- La donna del treno, regia di Carlo Lizzani (1998)
- Tutti gli uomini sono uguali, regia di Alessandro Capone (1998)
- La vita cambia, regia di Gianluigi Calderone (2000)
- La squadra, (2000)
- Via Zanardi, 33, (2001)
- Ama il tuo nemico 2, regia di Damiano Damiani (2001)
- Max & Tux, regia di Carlo Corbucci, Pipolo (2002)
- Tornare indietro, regia di Renzo Badolisani (2002)
- Vento di ponente, (2002)
- Gente di mare, (2005)
- Sottocasa, (2006)
- Onora il padre e la madre , regia di Gianni Leacche (2006)
- La sigaretta (short), Cristiano Celeste (2007)
- Mao Ce Dun , Besnik Bisha (2007)
- Agrodolce, (2008)
- Ne dhe Lenini , Saimir Kumbaro (2009)
- La sciarpa di Pasolini (short), (2011)
- La moglie del sarto , regia di Massimo Scaglione (2012)
- Roma nuda, regia di Giuseppe Ferrara (2012) - proiezione privata a Roma[3]
- Il tempo delle mimose, regia di Marco Bracco (2013)
- La mia mamma suona il rock , regia di Massimo Ceccherini (2013)
- Angeli, regia di Salvo Bonaffini (2014)
- L'ultima volontà (Amanet), regia di Namik Ajazi (2014)
- La settima onda, regia di Massimo Bonetti (2015)
- Il mondo di mezzo, regia di Massimo Scaglione (2016)